# Funiculaire Hakone Tozan
Pour les articles homonymes, voir Hakone (homonymie).
Le funiculaire Hakone Tozan (箱根登山ケーブルカー, Hakone Tozan Kēburukā) est un funiculaire de la préfecture de Kanagawa géré par la compagnie Hakone Tozan Railway.

## Histoire
Entré en service en 1922, le Funiculaire Hakone Tozan effectue la liaison entre la gare de Gōra (ligne Hakone Tozan) et la gare de Sōunzan (Funitel de Hakone) en 10 minutes sur une distance de 1,2 km et un dénivelé de 214 m.
De conception Suisse, le funiculaire longe le parc de Hakone Gōra ainsi que le musée d'art de Hakone.
Les rames ont été remplacées en mars 1995, de couleurs rouges, blanches et noires, et permettent d'accueillir 250 passagers.
Il dessert 4 gares offrant un accès aux lieux touristiques des environs dont des stations thermales, le parc de Hakone Gōra-kōen, le musée des Beaux-Arts de Hakone, le musée de Hakone Sōunzan, et autres hébergements. Plusieurs montagnes de Hakone dont le mont Kami et le mont Myojogatake (avec son daimonji-yaki, grand kanji enflammé) sont visibles depuis le funiculaire.

Le funiculaire
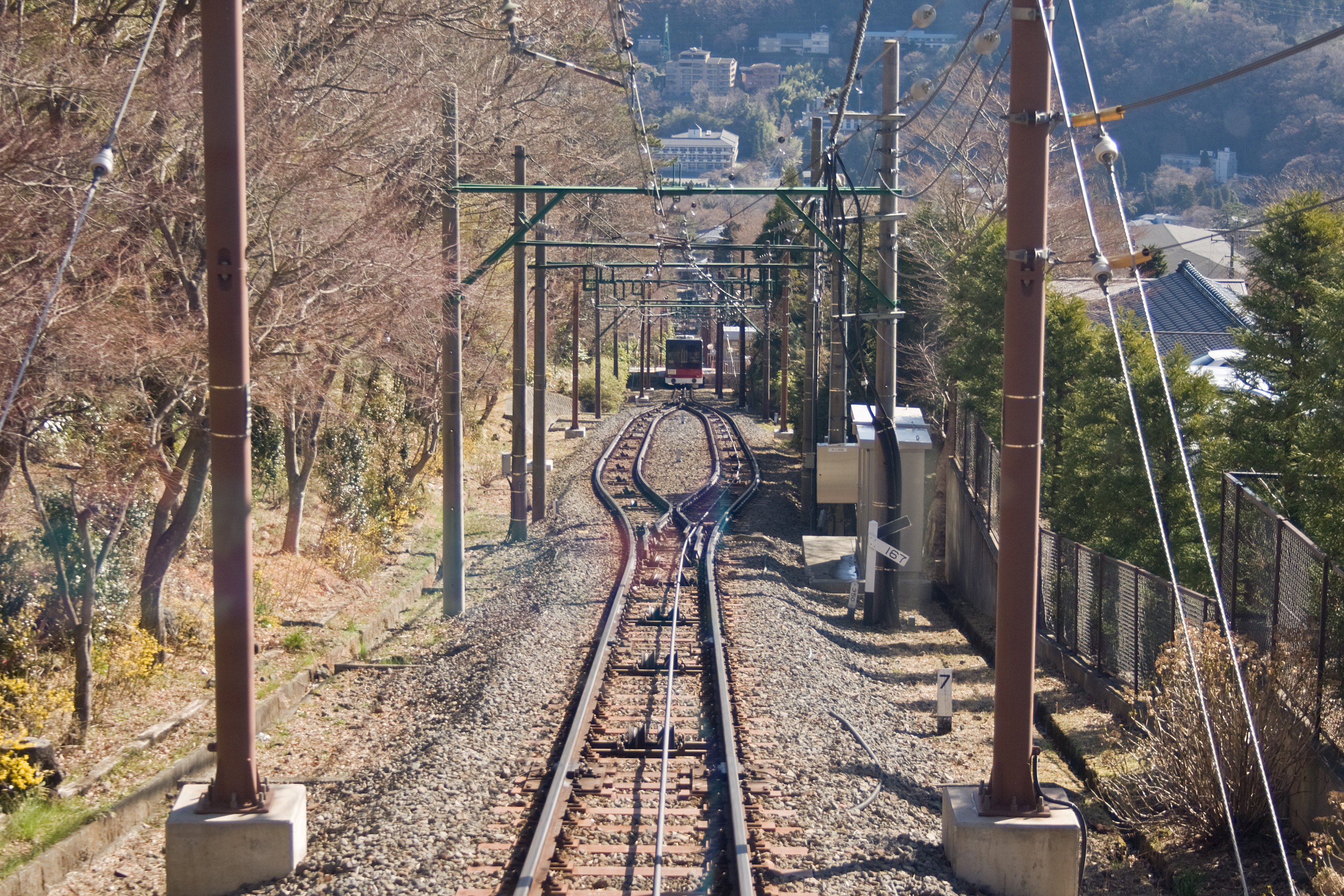
Croisement des rames du funiculaire Hakone Tozan
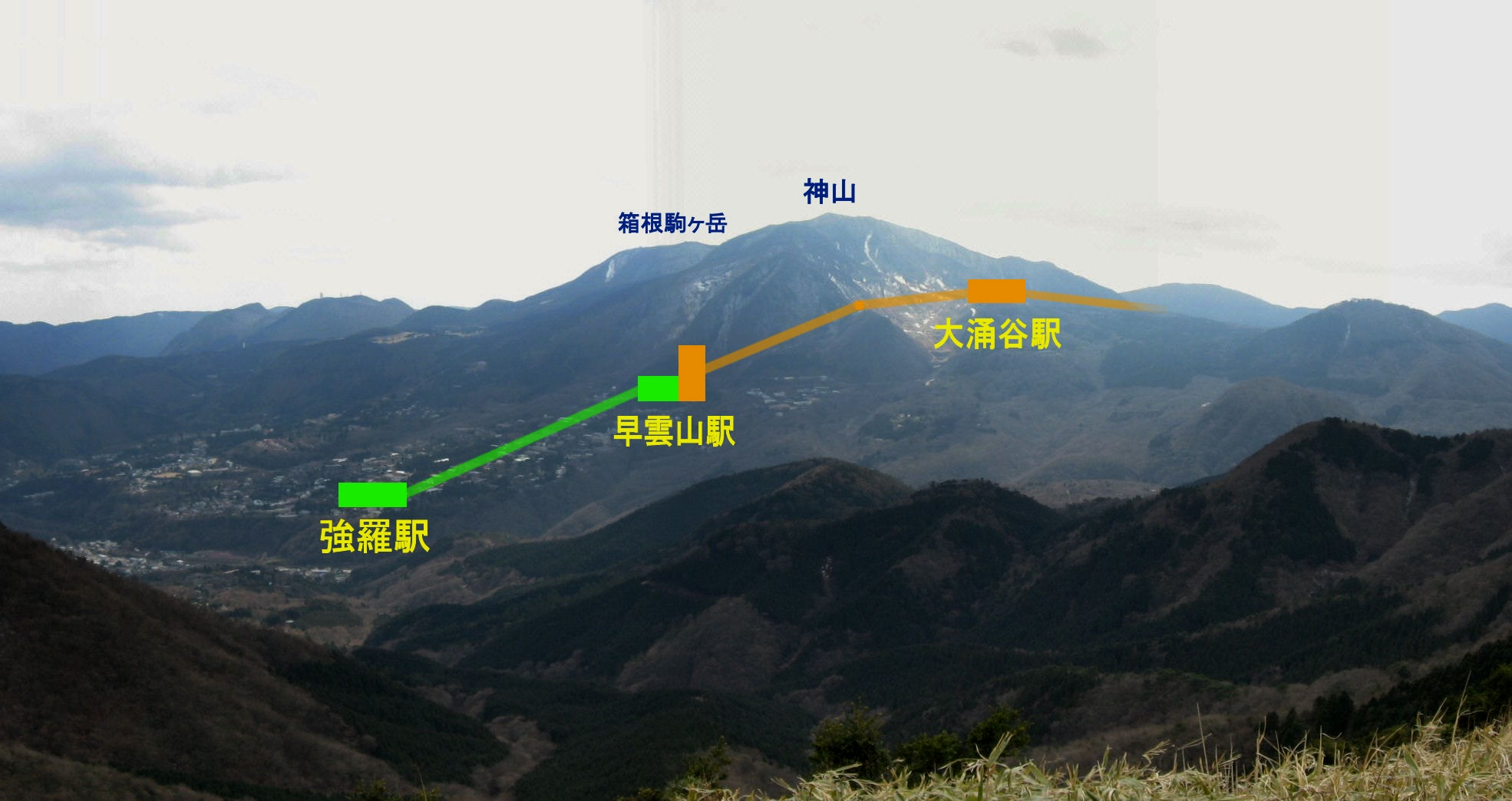
Vue d'ensemble de l'emplacement du funiculaire Hakone Tozan (en vert) et du funitel de Hakone (en orange)